# Delia reliquens
Delia reliquens este o specie de muște din genul Delia, familia Anthomyiidae. A fost descrisă pentru prima dată de Huckett în anul 1951.
Este endemică în Idaho. Conform Catalogue of Life specia Delia reliquens nu are subspecii cunoscute.